# 존 로이드 영

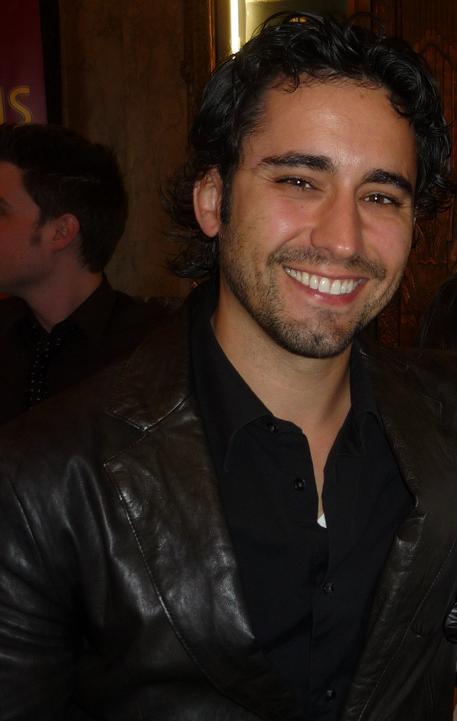

존 로이드 영(John Lloyd Young, 1975년 7월 4일 ~ )은 미국의 가수, 연극 배우, 영화배우, 텔레비전 배우이다.
새크라멘토에서 태어났다.

## 영화
- 저지 보이즈 (2014년) - 프랭키 발리 역